# Byggma
Byggma ASA (Byggma Group) är en norsk leverantör av byggprodukter till återförsäljare och konsumenter. Byggma grundades 1997 för försäljning och marknadsföring i Norge och var direkt noterat på Oslobörsen.
Koncernen har sitt huvudkontor i Vennesla i Vest-Agder i Norge. Samma adress som Norsk Wallboard som 2003 bytt namn till Huntonit.

## Tillverkare i Byggma Group
- Foresti AS
- Fibo-Trespo AS
- Huntonit AS
- Uldal AS
- Sasmox OY
- Swelite AB
- Belysning Byggma AS
- Masonite AB
- Skanna Lampor AS
- Aneta Belysning AB

## Grossister som ingår i Byggma Group
- Huntonit AB i Sverige
- Respatex Int Ltd i England
- Fibo-Trespo Inc. i USA